# Pfulgriesheim
Pfulgriesheim település Franciaországban, Bas-Rhin megyében. Lakosainak száma 1289 fő (2022. január 1.). Pfulgriesheim Griesheim-sur-Souffel, Lampertheim, Mundolsheim, Stutzheim-Offenheim és Truchtersheim községekkel határos.

## Népesség
A település népességének változása:
| Lakosok száma | 1253 | 1273 | 1308 | 1311 | 1310 | 1307 | 1304 | 1297 | 1289 |
|               | 2013 | 2015 | 2016 | 2017 | 2018 | 2019 | 2020 | 2021 | 2022 |